# Голенюв (гмина)
Голенюв (пол. Goleniów) — гмина (волость) в Польше, входит как административная единица в Голенювский повет, Западно-Поморское воеводство. Население — 35 461 человек (на 2013 год).